# Aharon Iariv
Aharon Iariv (în ebraică אהרן יריב‎‎; n. 20 decembrie 1920, Moscova, Gubernia Moscova⁠(d), RSFS Rusă – d. 7 mai 1994, Kfar Saba⁠(d), Districtul Central, Israel) a fost un general și om politic israelian, care a îndeplinit funcția de director al Serviciului de Informații Militare israeliene (AMAN) (1964-1972). El a negociat pacea cu egiptenii la sfârșitul Războiului de Yom Kippur (1973).

## Biografie
Aharon Iariv s-a născut la data de 20 decembrie 1920 în orașul Moscova (URSS). A emigrat împreună cu părinții în Palestina în anul 1935, urmând studii la Școala de Agricultură din Pardes Hanna, la Școala Diplomatică a Agenției Evreiești și apoi la Școala de Stat Major din Franța.
În anul 1939 și-a început cariera militară în cadrul Hagana și apoi a servit în Armata Britanică cu gradul de locotenent-colonel. A desfășurat o activitate activă pentru salvarea supraviețuitorilor Holocaustului și în achiziționarea de arme din Europa (1945-1946). Ulterior, s-a alăturat Forțelor de Apărare a Israelului, mai întâi ca ofițer și adjutant în Statul major al Hagana (1947), apoi ca adjunct de comandant de batalion în Brigada Alexandroni (1948), comandant de batalion în Brigada Carmel, participând la luptele din nordul palestinei și la ocuparea orașului Nazaret.
În anul 1951 este avansat ca șef de secție în Departamentul de Operații al Statului Major General al Armatei Israeliene, apoi ca șef al echipei care a înființat Școala de Comandă și Stat Major (1952-1954) și primul ei comandant (1954-1956). În anul 1957 este numit ca șef al Centrului de Comandă, apoi este detașat ca atașat militar israelian în SUA și Canada, cu sediul la Washington (1957-1960). Pentru o perioadă (1960-1961) a fost comandant al Brigăzii Golani.
În perioada 1964-1972, generalul-maior Iariv a fost directorul Serviciului de Informații Militare israeliene (AMAN). După Masacrul a 11 sportivi israelieni la Jocurile Olimpice de la München din anul 1972, el a îndeplinit funcția de consilier pe probleme de contraterorism al prim-ministrului statului Israel, Golda Meir, dirijând în această calitate Operațiunea Mânia lui Dumnezeu. A fost consilier special al șefului Statului Major General în timpul Războiului de Yom Kippur, conducând negocierile cu egiptenii (generalul Muhammad Al-Gamasy) la 28 octombrie 1973, în cortul de la Km 101, de încetare a focului și de retragere israeliană de pe malul egiptean al Canalului Suez.
După ce a părăsit Forțele Armate, el s-a alăturat Partidului Muncii (Mapai). A fost ales ca deputat în Knesset la alegerile parlamentare din 1973, fiind ales ca membru în Comisia Controlului de Stat. A fost apoi numit în funcția de ministru al transporturilor în Guvernul Goldei Meir (10 martie 1974 - 3 iunie 1974) și apoi în cea de ministru al informațiilor în Guvernul generalului Yitzhak Rabin (3 iunie 1974 - 4 februarie 1975). A renunțat la ultimul post în anul 1975, și cu scurtă vreme înainte de alegerile parlamentare din anul 1977, a demisionat și din Knesset (la 16 mai 1977).
Între anii 1977-1994 a fost șef al Centrului Yaffe de Cercetări Strategice din cadrul Universității din Tel Aviv. Generalul Aharon Iariv a încetat din viață la data de 7 mai 1994. Cu prilejul funeraliilor sale, generalul Yitzhak Rabin, prim-ministrul în funcție al Israelului, i-a elogiat memoria.
Rolul generalului Iariv în filmul München din anul 2005, regizat de către Steven Spielberg, a fost interpretat de către actorul Amos Lavi.